# Lady Love (manga)
Lady Love (小野弥夢?) è un manga ambientato nel mondo del balletto creato da Hiromu Ono. L'opera è stata serializzata su Bessatsu Friend di Kōdansha dal 1981 al 1984, successivamente è stata raccolta in otto volumi tankōbon, e poi in edizione bunkoban di quattro maxi volumi nel 2000. Nel 1984 Lady Love ha vinto il Premio Kodansha per i manga nella categoria shōjo.
L'autrice ha realizzato due spin-off della serie, il primo Lady Love: koisuru anata e è stato pubblicato nel 2004 da Kodansha in quattro volumi, seguito da Spade no kuni monogatari: mouhitotsu no Lady Love uscito nel 2011 in volume singolo.
L'edizione italiana è stata pubblicata sul Corriere dei Piccoli a partire dal 1984, la sua pubblicazione è stata lenta e discontinua e mai conclusa, la vicenda è arrivata circa a metà dell'arco narrativo originale. L'edizione è stata inoltre adattata al pubblico occidentale ribaltando le tavole in modo da avere una lettura da sinistra a destra, cancellandone alcune per velocizzare la pubblicazione e modificando i nomi dei personaggi.

## Trama
Leigh Daisy Michell, detta Lady, è una ragazzina tredicenne appassionata di balletto classico, ma essendo di famiglia povera non può permettersi le lezioni dell'Accademia di Ballo.
Recandosi a teatro ad assistere all'esibizione della prima ballerina Diana Meling verrà notata proprio da quest'ultima ed aiutata economicamente in modo da poter frequentare i corsi, dove la protagonista si iscriverà insieme all'amica Jennifer.
Proprio all'Accademia Lady inizierà a comprendere alcune delle relazioni tra i personaggi, in particolare assiste ad un diverbio tra Diana e il produttore che, esasperato, sostituisce la ballerina nel suo spettacolo La bella addormentata con la rivale Ann Olive. Arrabbiata per il trattamento ricevuto dalla mentore, Lady sabota di nascosto il costume di scena di Ann, allentandone le perline che si spargono sul palcoscenico durante la sua esibizione provocandole una brutta caduta per la quale la protagonista si colpevolizzerà a lungo fino ad ammettere la propria parte ed essere inaspettatamente perdonata.
A quattordici anni Lady inizierà a prepararsi per un concorso di balletto a Montecarlo, facendo coppia con l'americano Marcy Deerfield, a contrapporsi ai due ci sono altri due ballerini della stessa Accademia: Peter, compagno di stanza di Marcy, e Paula, ma l'obiettivo finale saranno due ballerini russi molto promettenti che incontreranno alla finale.
Lady dovrà affrontare diversi ostacoli nelle fasi preparatorie alla trasferta, come ballerina si sentirà inizialmente trascurata dai suoi insegnanti che, oltre lei e Marcy, seguono anche Paula e Peter, successivamente, vedendo la bravura di Marcy e facendo autocritica, Lady si chiederà se è davvero l'etoile ideale per lui o non rischi di abbassare il suo talento al proprio livello. Marcy saprà ridare fiducia nella ragazza, convincendola a riprendere gli allenamenti con lui e a perfezionare un proprio stile di ballo che la renda speciale e indimenticabile.
Ritrovato l'entusiasmo, i due ragazzi riprenderanno a provare insieme, facendo crescere l'affiatamento che culminerà con un mezzo bacio tra loro, anche se Lady ritroverà nell'appartamento del partner una foto di Ann, la sua insegnante, con una dedica e sospetterà che lui sia segretamente innamorato di lei.
Paula non potrà partecipare al concorso di Montecarlo, diagnosticati dei problemi cardiaci, dovrà lasciare il mondo del balletto, saranno quindi solo Marcy e Lady a partecipare al concorso.
A Montecarlo i due ballerini incontreranno gli avversari, Rodion Arkanov e Natalia Rescowa e i sentimenti tra i quattro inizieranno a intrecciarsi e complicarsi. I ragazzi si classificheranno per le finali, dove decidono di esibirsi nel balletto Giselle, spiati di nascosto da Rodion che, agendo di nascosto, fa in modo di esibirsi prima degli avversari portando in scena il loro stesso pezzo.
L'esibizione di Natalia e Rodion risulta perfetta, ma è quella di Marcy e Lady che strega il pubblico con la sua magia e l'evidenza dei sentimenti che li uniscono. alla fine i russi conquisteranno l'oro e gli inglesi il bronzo, ma inaspettatamente Rodion proporrà a Lady di trasferirsi in Russia con lui per diventare la sua partner, anche Marcy ottiene da un importante coreografo una proposta per un musical in America.
Discutendone insieme, i due riusciranno finalmente ad esprimere i loro sentimenti reciproci, Marcy accetterà infine la proposta del musical, che è il suo grande sogno, mentre Lady rifiuterà quella del russo per continuare a prepararsi in Inghilterra ed essere degna di ballare insieme al compagno.
Lady riuscirà a superare le audizioni per il Queen's Ballet e a farsi scritturare per il nuovo spettacolo che si esibirà a New York, dove lavora anche Marcy da cui non ha notizie da anni, ma rimarrà bloccata dalla paura quando la informeranno che dovrà esibirsi per prima e avrà disponibile una sola sera per dare prova del proprio talento: Marcy la spronerà allora anche con parole molto dure, Lady si sentirà ferita da questo atteggiamento, attingendo dalla rabbia la forza per eccellere, ma a fine spettacolo il malinteso verrà finalmente chiarito mentre il pubblico acclama entusiasta l'esibizione della ragazza.
L'esibizione di Marcy insieme alla sua partner nel dramma dell'Orfeo e il suo successivo ritorno in Inghilterra apriranno le porte a nuove gelosie di Lady verso la partner di Marcy Silvia David e da parte del ballerino verso l'ex avversario russo Rodion, ora trasferitosi anche lui nel Regno Unito per cercare di conquistare la ragazza (che non ha dimenticato dai tempi di Montecarlo) e fare coppia con Lady sia sul palco che nella vita.
Rodion e Marcy si affronteranno per ottenere il posto di ballerino ne Il lago dei cigni al fianco della loro amata, il verdetto sarà che si daranno il cambio sul palco, una sera per uno, ma nella vita Lady ha già scelto il suo amato e il fumetto si chiude con il matrimonio della protagonista e di Marcy.